# آبگنجی
آبگنجی، روستایی واقع در بخش شهید مدرس از توابع بخش مرکزی شهرستان شوشتر در استان خوزستان ایران است.

## مردم
مردم این روستا به لری بختیاری سخن می گویند و بختیاری می باشند.

## جمعیت
براساس سرشماری مرکز آمار ایران در سال ۱۳۸۵، جمعیت آن ۲۸ نفر (۷خانوار) بوده‌است.